# Ascorhynchus ornatus
Ascorhynchus ornatus is een zeespin uit de familie Ascorhynchidae. De soort behoort tot het geslacht Ascorhynchus. Ascorhynchus ornatus werd in 1938 voor het eerst wetenschappelijk beschreven door Helfer. 